# Scatella angustipennis
Scatella angustipennis är en tvåvingeart som beskrevs av Wirth 1955. Scatella angustipennis ingår i släktet Scatella och familjen vattenflugor. Inga underarter finns listade i Catalogue of Life.